# Campylopterus
Campylopterus es un género de aves apodiformes de la familia Trochilidae —los colibríes— que agrupa a diez especies nativas de la América tropical (Neotrópico), cuyas áreas de distribución se encuentran entre el sur de México, por América Central y del Sur, hasta el centro de Bolivia y el sureste de Brasil. Como resultado de estudios que demostraron que el género era parafilético, algunas especies fueron transferidas para el género Pampa. A sus miembros se les conoce por el nombre común de colibríes y también alas de sable.

## Características
Los colibríes de este género son relativamente grandes, miden entre 11 y 15 cm de longitud; de picos largos, oscuros y ligeramente curvados. El dorso es verde y la principal característica es el raquis achatado de las remeras externas de los machos adultos, que le confiere el nombre común de alas de sable.

## Sistemática
El género Campylopterus fue propuesto por el zoólogo británico William Swainson en 1827, y la especie tipo subsecuentemente designada fue Trochilus latipennis Latham, 1790, en realidad un sinónimo posterior de Trochilus largipennis, actual Campylopterus largipennis.

### Etimología
El nombre genérico masculino «Campylopterus» se compone de las palabras del griego «kampulos» que significa ‘curvado, curvo’ y «pteros» que significa ‘de alas’.

### Taxonomía
Los estudios de filogenia molecular presentados por McGuire et al. (2014), revelaron que el género Campylopterus era parafilético, y que las entonces especies Campylopterus curvipennis y C. rufus se situaban juntas en una larga rama hermana de un gran grupo de especies de colibríes que incluía Klais guimeti, Abeillia abeillei, Orthorhyncus cristatus, Stephanoxis lalandi y Anthocephala floriceps, así como las restantes especies de Campylopterus; para resolver esta parafilia se requirió la resurrección del género Pampa, tanto para Pampa curvipennis como para P. rufa.
El grupo de subespecies Campyloterus obscurus, incluyendo C. diamantinensis fue en el pasado considerado como una especie separada de Campylopterus largipennis, pero fue tratado como conespecífico a partir de Peters (1945). Un estudio de Lopes et al. (2017) encontró evidencias de que C. largipennis debería ser tratado como cuatro especies diferentes, elevando obscurus y diamantinensis al rango de especies plenas y reconociendo la nueva especie descrita Campylopterus  calcirupicola. El Comité de Clasificación de Sudamérica (SACC), en la Propuesta No 755 reconoció la elevación de diamantinensis pero no así la de obscurus; y en la Propuesta No 756 reconoció la validad de la nueva especie C. calcirupicola.

## Lista de especies
Según las clasificaciones del Congreso Ornitológico Internacional (IOC) y Clements Checklist/eBird, el género agrupa a las siguientes especies con el respectivo nombre popular de acuerdo con la Sociedad Española de Ornitología (SEO), u otro.
| Imagen | Nombre científico            | Autor                                 | Nombre común              | Estado de conservación | Distribución |
| ------ | ---------------------------- | ------------------------------------- | ------------------------- | ---------------------- | ------------ |
|        | Campylopterus largipennis    | (Boddaert, 1783)                      | colibrí pechigrís         | LC                     |              |
|        | Campylopterus calcirupicola  | Lopes, de Vasconcelos & Gonzaga, 2017 | colibrí de bosque seco    | VU                     |              |
|        | Campylopterus diamantinensis | Ruschi, 1963                          | colibrí de Diamantina     | NT                     |              |
|        | Campylopterus hemileucurus   | (Deppe, 1830)                         | colibrí morado            | LC                     |              |
|        | Campylopterus hyperythrus    | Cabanis, 1849                         | colibrí rojizo venezolano | LC                     |              |
|        | Campylopterus duidae         | Chapman, 1929                         | colibrí del Duida         | LC                     |              |
|        | Campylopterus villaviscensio | (Bourcier, 1851)                      | colibrí del Napo          | LC                     |              |
|        | Campylopterus falcatus       | (Swainson, 1821)                      | colibrí lazulita          | LC                     |              |
|        | Campylopterus phainopeplus   | Salvin & Godman, 1879                 | colibrí de Santa Marta    | CR                     |              |
|        | Campylopterus ensipennis     | (Swainson, 1822)                      | colibrí coliblanco        | NT                     |              |